# Oldřich Menclík
Oldřich Menclík (14. června 1923 – 14. prosince 2003) byl český fotbalista, krajní záložník, útočník i obránce, československý reprezentant.

## Sportovní kariéra
Za československou reprezentaci odehrál v letech 1946–1955 čtrnáct utkání a vstřelil 1 branku (Rumunsku roku 1948). V letech 1941–1947 hrál za Viktorii Žižkov, v letech 1947–1956 za Spartu Praha. Odehrál za ni 324 zápasy a získal s ní dva mistrovské tituly – roku 1952 a 1954. Český sportovní novinář a historik Zdeněk Šálek o něm v encyklopedii Slavné nohy napsal: "Fyzicky zdatný, houževnatý hráč středu pole."